# Закон (новелла)
«Закон» (нем. Das Gesetz) — новелла немецкого писателя Томаса Манна, написанная в 1943 году и опубликованная в 1944 году. Представляет собой драматический пересказ библейской истории о Моисее, содержащейся в Книге Исхода (некоторые законы, которые Моисей предписывает своим последователям, взяты из книги Левит). Это единственное произведение Манна, созданное на заказ.

## История
На работу над «Законом» ушло восемь недель (18 января — 13 марта 1943).
Издатель Армин Л. Робинсон, считая Десять заповедей основой цивилизации, решил снять фильм, подробно описывающий «осквернение нацистами Декалога Моисея». Позже он остановился на книге под названием «Десять заповедей: десять коротких романов о войне Гитлера против морального кодекса» с десятью авторами, по одному на каждую заповедь.
Новелла Манна, за которую ему заплатили тысячу долларов, должна была стать введением к книге, но Робинсону она так понравилась, что тот сделал её первым из «коротких романов» под заголовком «У тебя не будет другого бога передо Мной».
Манн считал, что его новелла значительно превосходит остальные, и поэтому книга в целом, по его мнению, оказалась «провальной».